# Aéroport international de Tozeur-Nefta
L'aéroport international de Tozeur-Nefta (code IATA : TOE • code OACI : DTTZ) (arabe : مطار توزر نفطة الدولي) dessert Tozeur et Nefta et plus généralement tout le sud-ouest de la Tunisie. Situé à quatre kilomètres au nord-ouest de Tozeur, il est mis en exploitation le 1er novembre 1978.
Comme la grande majorité des aéroports tunisiens, l'aéroport est géré par l'Office de l'aviation civile et des aéroports.

## Histoire
Deux Boeing 747 d'Iraqi Airways se trouvent sur cet aéroport depuis fin 1990-début 1991 ; il s'agit des appareils B-747-200C YI-AGP (c/n 22366) et B-747SP YI-ALM (c/n 22858). Ils sont clairement visibles près du terminal de l'aéroport, comme sur les images satellites.

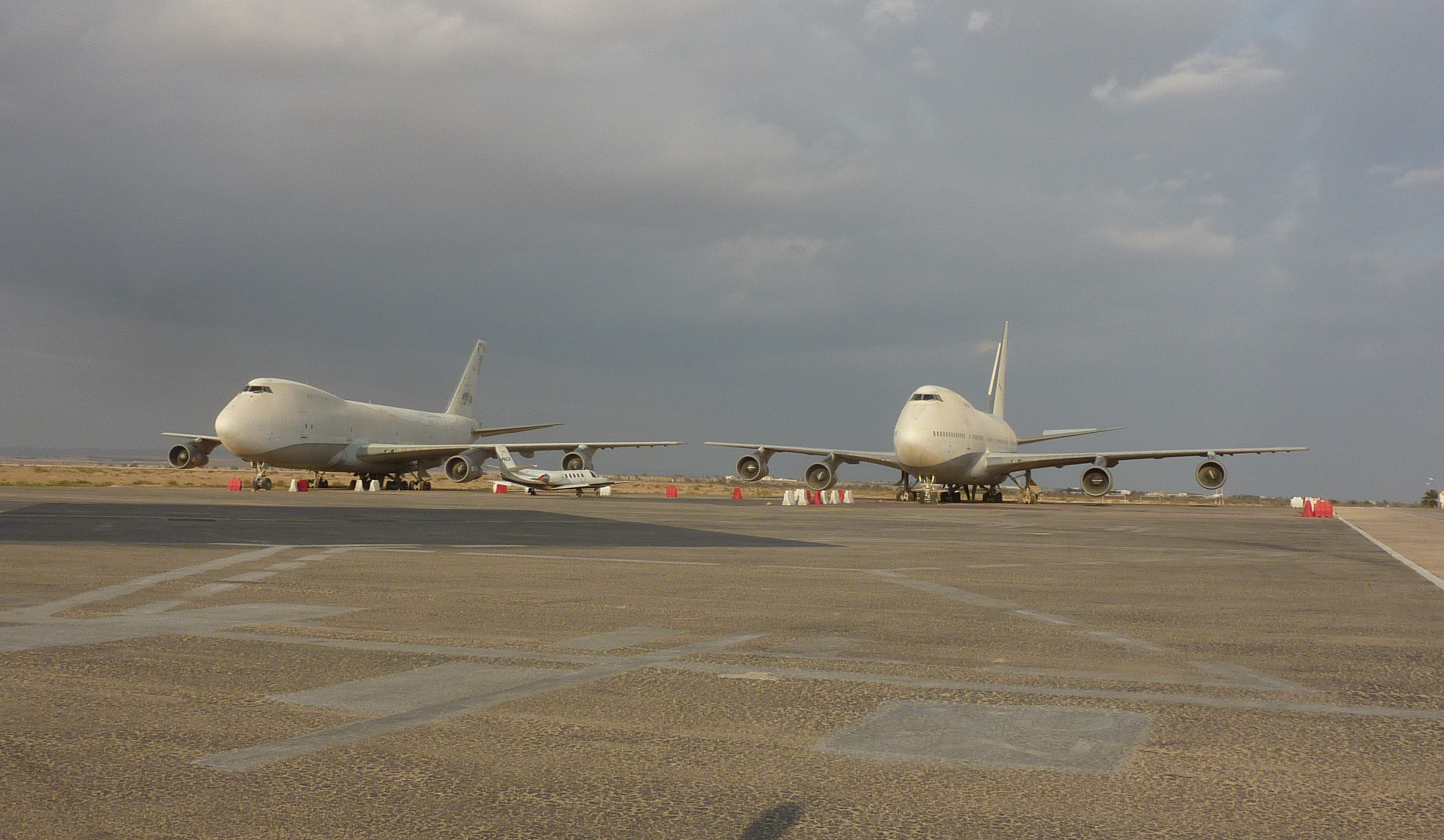
Vue des deux Boeing 747 irakiens.

Saddam Hussein les y avait mis à l'abri des bombardements à la veille du déclenchement de la guerre du Golfe (janvier 1991). Ils avaient été rendus anonymes par une peinture blanche qui commence à s'effacer avec le temps, laissant réapparaitre des traces de sa couleur verte d'origine. Ils y attentent les règlements de contentieux avec le Koweït.
Une liaison hebdomadaire de Tunisair depuis Paris reprend le 14 avril 2016 ; une liaison avec Lyon est proposée par cette même compagnie durant l'hiver 2018-2019. En mai 2019, le secrétaire général de l'Union régionale du travail de Tozeur, Mohamed Ali Hedfi, appelle à augmenter le trafic à l'aéroport de Tozeur afin de soutenir l'activité touristique dans la région, en programmant des vols directs depuis Djerba, Sfax, et Milan.

## Situation
| \| 50 km1:6 099 000 \| Djerba · Zarzis Tunis · Carthage Enfidha · Hammamet Gabès · Matmata Gafsa · Ksar Monastir · Habib-Bourguiba Sfax · Thyna Tabarka · Aïn Draham Tozeur · Nefta El Borma Remada Borj · El Amri |
| 50 km1:6 099 000 |

## Compagnies aériennes et destinations
| Compagnies       | Destinations            |
| ---------------- | ----------------------- |
| Transavia France | En saison : Paris-Orly  |
| Tunisair         | Paris-Charles de Gaulle |
| Tunisair Express | Tunis-Carthage          |

Actualisé le 28 juillet 2023

## Fréquentation

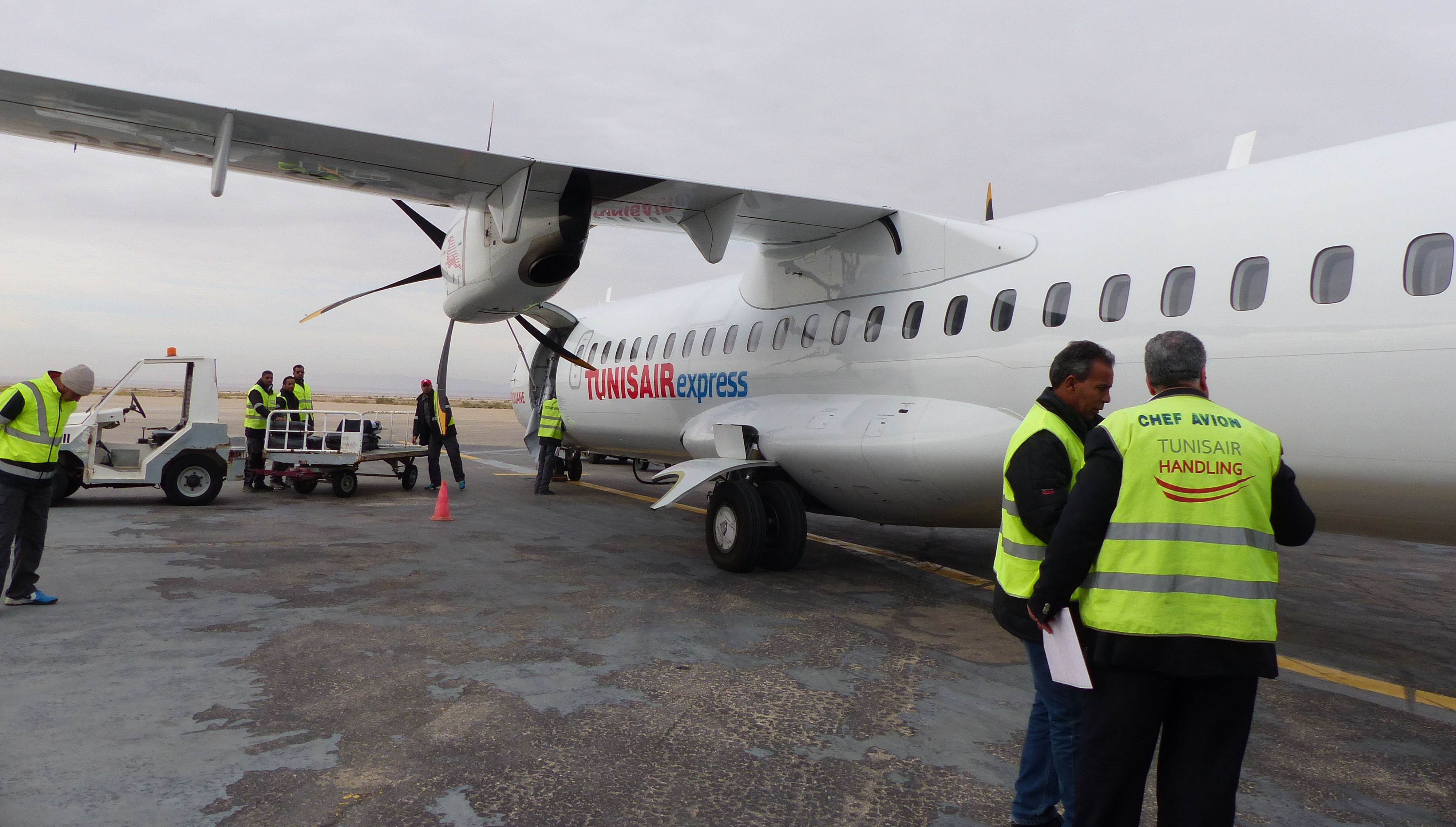
Vol intérieur de Tunisair Express (2020).

D'une superficie de 690 hectares, l'aéroport est essentiellement fréquenté par les charters, seules les compagnies tunisiennes Tunisair et Tunisair Express assurant des vols réguliers. Son activité est essentiellement liée à l'acheminement de touristes venant visiter le sud tunisien aux portes du Sahara. La haute saison de cet aéroport correspond donc à l'automne et à l'hiver.
D'une capacité de 400 000 passagers par an, l'aérogare s'étend sur 6 500 m2. En 2006, il accueille 80 667 passagers.